# 二次觉醒
《二次觉醒》（英語：Awaken），2018年中国科幻片。由陈柏融、徐申东、柯言、侍宣如领衔主演，爱奇艺于2018年4月4日首播。

## 播出时间
| 频道   | 所在地          | 播映日期     | 播出时间                                            | 备注 |
| ------ | --------------- | ------------ | --------------------------------------------------- | ---- |
| 爱奇艺 | 中国大陆 · 臺灣 | 2018年4月4日 | VIP会员抢先看全季，非VIP会员每周三中午12：00转免1集 |      |

## 劇情大綱
公元2030年，初代人造機器人問世。2031年，機器人進化速度變快（部分個體已初步晉升為AI人，具感覺、憐憫、情商等知覺），已超越人類，但人類卻不自知（因為他們從未進化過）。人類貪婪，欲強行搶奪新一代AI人的源代碼，因逼迫致AI人的源代碼再次進化。

## 演员列表
| 演員                | 角色         | 介紹 |
| 陈柏融              | 陈英杰       | 偵探社社長／猴賽雷偵探社組員之一 雖然表面上玩世不恭，貪財好色（敗類中的戰鬥機、人渣中的VIP），但是實際上，是一個極具正義感，並且心腸非常好的人。 |
| 徐申东 童年：黃藝詩 | 伊伊（小伊） | 智科集團話務員／猴賽雷偵探社組員之一 自小被AI人寶媽撫養長大，心地善良、作事有原則，更在寶媽的教導下練就一副好身手。因寶媽捲入案件被殺，小伊為進一步了解事情的真相加入偵探社，但因並不認同陳英傑的行事風格而引發了更多不可思議的事情。                                                                    |
| 柯言                | 司勇         | AI人事務管理局局長 性格初始具自卑、無能個性，後演變為暴力發洩性格，四年前撿拾到一AI人「初夏」，卻將其拘禁，暴力發洩。 |
| 侍宣如              | 卢曼         | AI人事務管理局監事會特別委員／猴賽雷偵探社社長兼委託人 同時也是陳英傑偵探社的霸氣上司兼前女友。作為一系列意外事故的調查官之一，侍宣如擔負起捍衛人類安危的主要職責，與AI鬥智斗勇，成為正義女神的化身。 |
| 高名揚              | 阿發         | 偵探助手／猴賽雷偵探社組員之一 一個極具正義感，並且心腸非常好的人。能力為電腦操作力強，負責人物追蹤、背景調查、刑案偵測。 |
| 魏小歡              | 迪迦         | AI人事務管理局執行隊隊長 暗戀上司司勇（視其為救命恩人）。追緝過程中，當場射殺為掩護Vincent逃亡的AI之一（寶媽）。後因故，暗自私放AI人「初夏」。 |
| 任亞兵              | 郝遠東       | 方舟實驗室合夥人／智科集團總裁 為人利慾薰心、做事無原則、底線。與張俊、方達周三人曾是研究團體，因理念不合而分。 |
| 徐善杰              | 張俊         | 方舟實驗室合夥人／博士／覺醒AI開發者→意外亡 被李莎與方達周因爭執（欲得源代碼，擊垮智科）而意外而亡。與方達周、郝遠東三人曾是研究團體，因理念不合而分。是第一位（第一集開頭）就下臺領便當角色。 |
| 謝兵                | 方達周       | 方舟實驗室合夥人／博士張俊研究資金支助人之一 與張俊、郝遠東三人曾是研究團體，因理念不合而分。與李莎聯手，因爭執（欲得源代碼，擊垮智科）而促張俊意外身亡。 |
| 幸文亞              | 李莎         | 方舟實驗室張俊助理／博士張俊研究資金支助人之一 與方達周聯手，因爭執（欲得源代碼，擊垮智科）而促張俊意外身亡。 |
| 李世宇              | Vincent      | 六位已覺醒AI之一→自我熔毀→經同類招喚重新復生→二次覺醒 是博士張俊獨自開發之源代碼變異而成。張俊被李莎與方達周因爭執而意外而亡之嫌疑者。後被抓至智科集團實驗室，欲強取Vincent身上源代碼，結果讓Vincent芯片毀損。因初夏呼喚致其他同類（愛德華、Vincent、寶媽...等人）芯片重新復生，而二次覺醒。             |
| 楊洋                | 寶媽         | 六位已覺醒AI之一→被射殺→經同類招喚芯片重新復生→二次覺醒 是博士張俊獨自開發之源代碼變異而成。是小伊的AI侍者兼保姆。相處8年情如真母。追緝過程中，為掩護Vincent而被迪迦射殺當場（芯片毀損、源代碼流失）。是第二位領便當角色。因初夏呼喚致其他同類（愛德華、Vincent、寶媽...等人）芯片重新復生，而二次覺醒。 |
| 陳一雯              | 初夏         | 六位已覺醒AI之一 是博士張俊獨自開發之源代碼變異而成。四年前覺醒逃離中，被司勇撿拾到，卻將其拘禁並暴力發洩。後讓迪迦因私情而釋放，且因其呼喚致其他同類（愛德華、Vincent、寶媽...等人）芯片重新復生，而二次覺醒。                                                                                          |
| 張燁                | 茉莉         | 六位已覺醒AI之一 是博士張俊獨自開發之源代碼變異而成。四年前意外與一老藝術家結識（外型似其女兒，且具藝術天分），因一外人為詐騙老藝術家的寶貴藝術品，致茉莉發狂殺害。後自動投案。 |
| 黃致文              | 愛德華       | 六位已覺醒AI之一→損毀失能→經同類招喚芯片重新復生→二次覺醒 是博士張俊獨自開發之源代碼變異而成。覺醒逃離中，因能耗、破損而休眠，被一老奶奶救援回復，因報恩誤殺其孫，後為變臉維持生活，再度執刀殺害人類。四處逃難中失能休眠。因初夏呼喚致其他同類（愛德華、Vincent、寶媽...等人）芯片重新復生，而二次覺醒。 |